# North Shore (Illinois)
Pour les articles homonymes, voir North Shore.

Situation de la North Shore dans la région de Chicago.

La North Shore (en français : « la rive nord ») désigne les banlieues nord de Chicago, situées sur la rive du lac Michigan, dans les comtés de Cook et Lake dans le nord-est de l'État de l'Illinois. Il s'agit de banlieues plutôt aisées où vivent et ont vécu des familles influentes de l'Illinois.

## Municipalités de la North Shore
- Winthrop Harbor
- Zion
- Waukegan
- North Chicago
- Lake Bluff
- Lake Forest
- Highwood
- Highland Park
- Glencoe
- Winnetka
- Kenilworth
- Wilmette
- Evanston